# Basileuterus lachrymosus
Mariquita-cauda-de-leque ou pula-pula-rabo-de-leque (Basileuterus lachrymosus) é uma espécie de ave da família Parulidae nativa das costas do México e Guatemala.

## Galeria

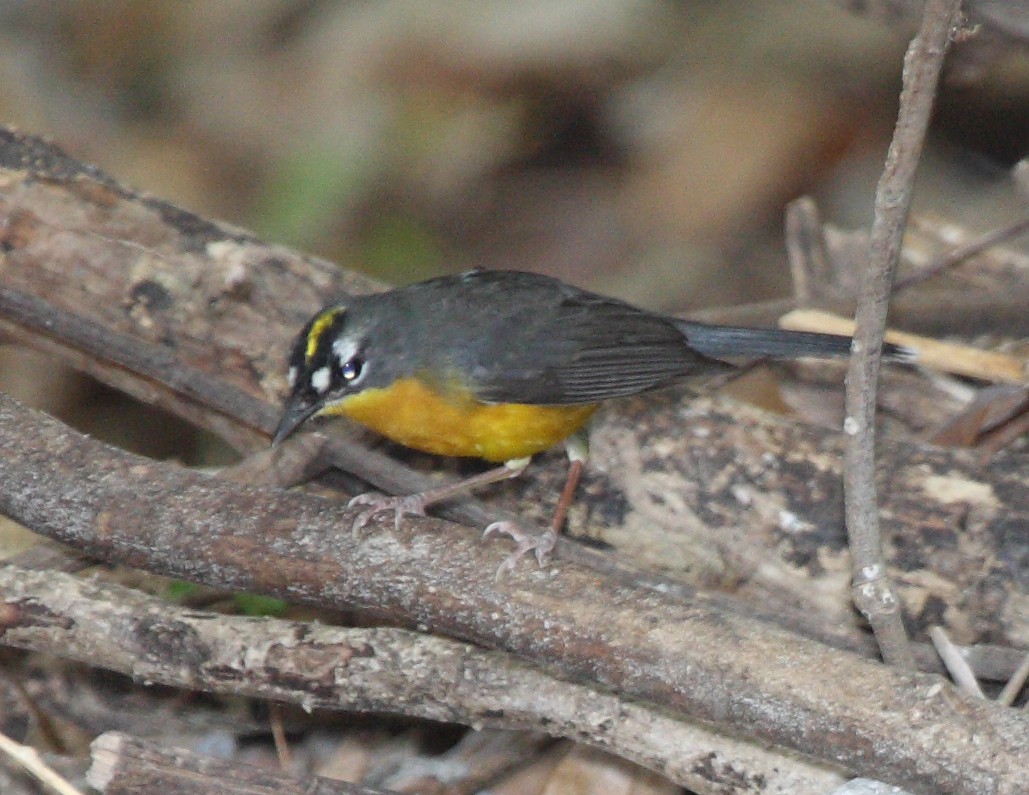